# District de Jalpaiguri
Le district de Jalpaiguri  (hindi : জলপাইগুড়ি জেলা) est un district  de l'État du Bengale-Occidental, en Inde,

## Géographie
Au recensement de 2011, sa population compte 3 869 675 habitants.
Son chef-lieu est la ville de Jalpaiguri. 

La carte de districts